# Oskar Thierbach
Oskar Thierbach (né le 11 février 1909 à Dresde et mort le 6 novembre 1991 à Solingen) est un coureur cycliste allemand, professionnel de 1930 à 1939 et de 1948 à 1952. 

## Biographie
Pendant les années 1930, il a été l'un des meilleurs coureurs allemands. Il participe à six reprises au Tour de France durant cette période, terminant septième en 1932 et dixième en 1935. Vainqueur du Tour du Harz (de) en 1934, il est deuxième du Tour d'Allemagne en 1931, et du championnat d'Allemagne sur route et du Rund um Berlin en 1935.
Après la Deuxième Guerre mondiale, Thierbach redevient cycliste professionnel, d'abord sur piste dans l'Est de l'Allemagne. En 1948, il part à Solingen courir pour l'équipe du fabricant Patria WKC (de). En 1952, il arrête sa carrière cycliste et ouvre une entreprise de papier peint à Ohligs.

## Palmarès
- 1928
  -  Champion d'Allemagne du contre-la-montre par équipes amateurs
- 1929
  - 2e du championnat d'Allemagne du contre-la-montre par équipes amateurs
- 1930
  - 6e et 7e (contre-la-montre par équipes) étapes du Tour d'Allemagne
- 1931
  - 2e du Tour d'Allemagne
- 1932
  - 7e du Tour de France
- 1934
  - Tour du Harz (de)
  - 9e du Tour de Suisse
- 1935
  - 2e du championnat d'Allemagne sur route
  - 2e du Rund um Berlin
  - 10e du Tour de France
- 1937
  - 5e étape du Tour d'Allemagne
- 1939
  - 13e étape du Tour d'Allemagne

## Résultats sur le Tour de France
6 participations 
- 1930 : 13e
- 1931 : 11e
- 1932 : 7e
- 1933 : 23e
- 1935 : 10e
- 1937 : 14e